# Eolates gracilis
Eolates gracilis è un pesce osseo estinto, appartenente ai perciformi. Visse nell'Eocene medio (circa 49 milioni di anni fa) e i suoi resti fossili sono stati ritrovati in Italia, nel famoso giacimento di Bolca.

## Descrizione
Questo pesce era di medie dimensioni e poteva siorare i 30 centimetri di lunghezza. Possedeva un corpo molto compresso lateralmente e abbastanza slanciato. La testa era piuttosto bassa, con una grande bocca. La pinna dorsale anteriore era sorretta da forti raggi allungati, mentre la seconda pinna dorsale era di forma arrotondata e sostenuta da raggi più deboli. La pinna anale era dotata di pochi raggi robusti nella parte anteriore, per poi continuare posteriormente con una porzione arrotondata e sostenuta da raggi più deboli. Le pinne pettorali erano a forma di ventaglio, mentre la pinna caudale era grande, arrotondata e non biforcuta.

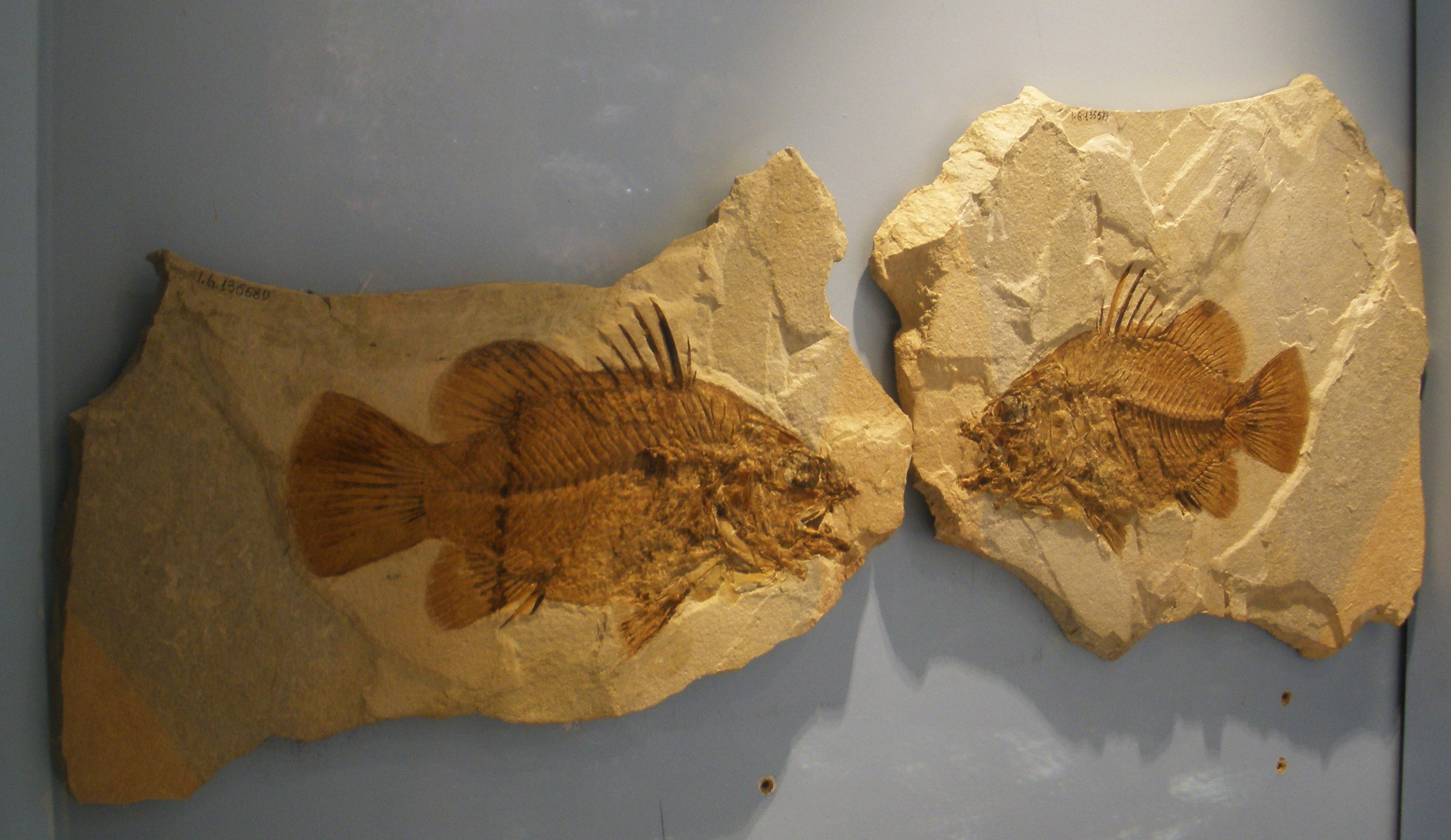
Fossile di Eolates gracilis

## Classificazione
Eolates è un membro arcaico dei Latidae, un gruppo di pesci perciformi predatori, comprendente i cosiddetti persici africani (gen. Lates). Inizialmente questo animale era stato descritto da Louis Agassiz nel 1833 come una specie del genere Lates (L. gracilis), e fu solo nel 1970 che Sorbini istituì il genere Eolates per questa specie, nota per numerosi esemplari ottimamente conservati provenienti dalla famosa Pesciara di Bolca.

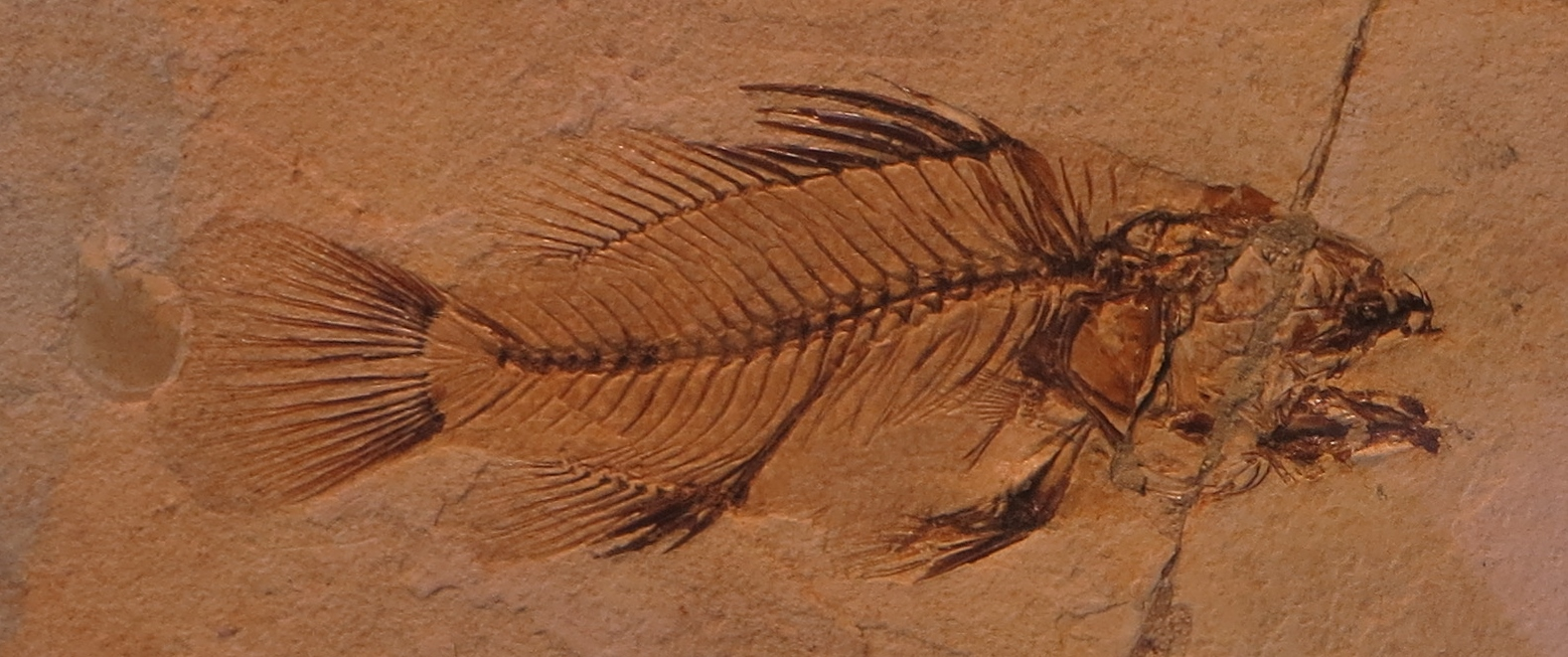
Fossile di Eolates gracilis

## Paleoecologia
Benché più piccolo degli attuali Lates, anche Eolates doveva essere un vorace predatore.